# Bicknell (Indiana)
Bicknell é uma cidade localizada no estado americano de Indiana, no Condado de Knox.

## Demografia
Segundo o censo americano de 2000, a sua população era de 3378 habitantes. 
Em 2006, foi estimada uma população de 3267, um decréscimo de 111 (-3.3%).

## Geografia
De acordo com o United States Census Bureau tem uma área de 
3,9 km², dos quais 3,9 km² cobertos por terra e 0,0 km² cobertos por água. Bicknell localiza-se a aproximadamente 175 m acima do nível do mar.

## Localidades na vizinhança
O diagrama seguinte representa as localidades num raio de 16 km ao redor de Bicknell. 